# ویفیلسفل
ویفیلسفل (به لاتین: Vífilsfell) یک کوه در ایسلند است که در ایسلند واقع شده‌است. ویفیلسفل ۶۵۵ متر بالاتر از سطح دریا واقع شده‌است.